# ジョン・フレデリック・ランプ

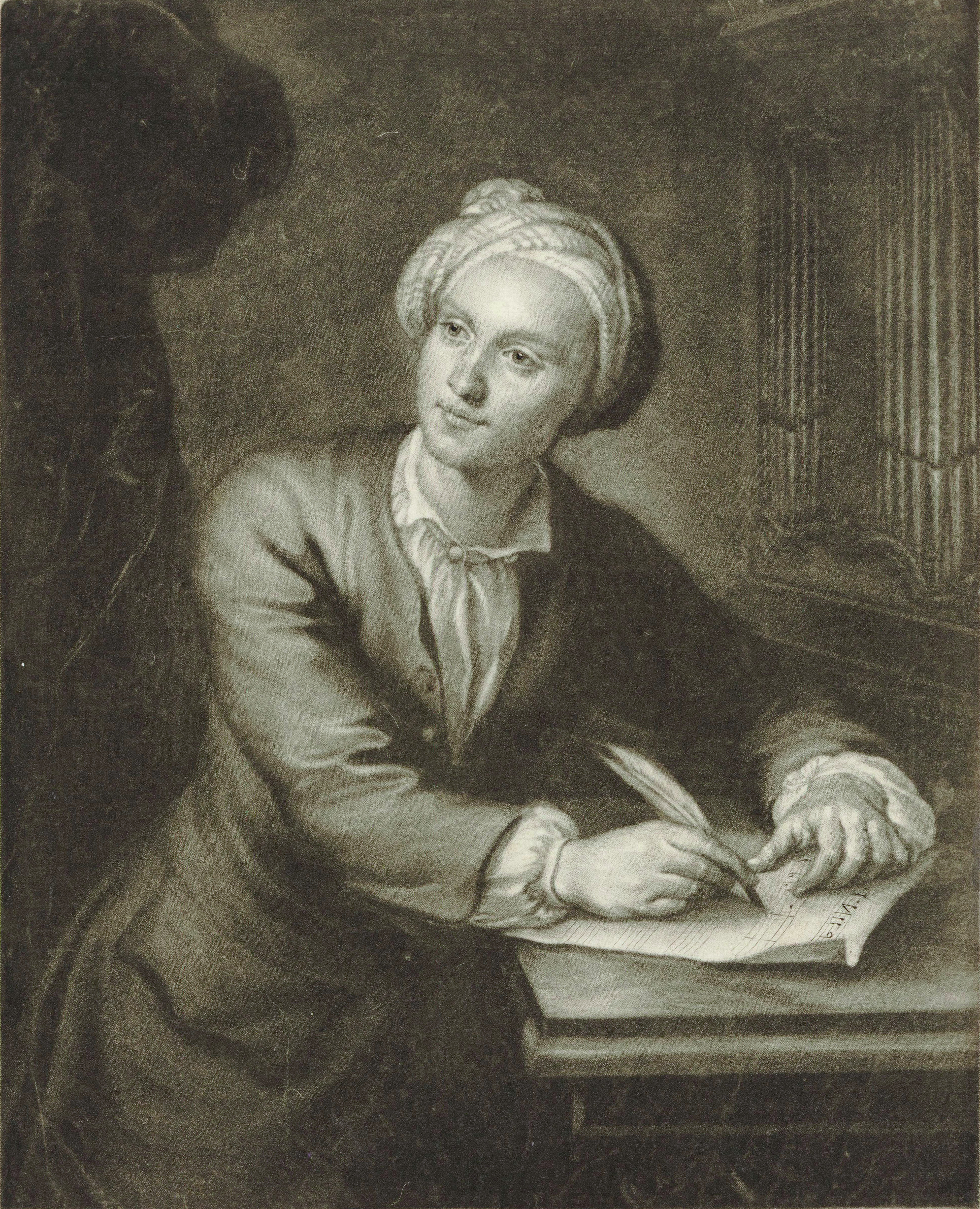
肖像（メゾチント）

ジョン・フレデリック・ランプ（John Frederick Lampe、1703年? - 1751年7月25日）は、ドイツ出身の18世紀イギリスの音楽家。

## 生涯
ザクセン生まれとされるが、渡英する以前についてはあまりよくわかっていない。墓碑銘から生年は1703年ごろと推定されている。ドイツ語名はヨハン・フリードリヒ・ランペだった。ヘルムシュタットで音楽を学んだ。1725年ごろに渡英し、歌劇場でファゴット奏者として活動した。
1730年ごろにコヴェント・ガーデン劇場支配人のジョン・リッチと契約してパントマイム劇などの作曲家として活動した。
1732年にはトマス・アーンによって英語のオペラを公演するイギリス・オペラが創始され、脚本家のヘンリー・ケアリー (Henry Carey (writer)) とともにランプも参加した。イギリス・オペラは同年3月のランプのオペラ『アミーリア』によって始まった。イギリス・オペラは当時イタリア・オペラの興業を行っていたヘンデルのライバルとなったが、英語オペラの定着には至らなかった。
1737年にケアリーの脚本によるバーレスク・オペラ『ウォントリーの竜』 (de:The Dragon of Wantley) を作曲し、コヴェント・ガーデンで上演された。この作品は『ベガーズ・オペラ』よりも多い69回の上演回数を数える大ヒット作品になった。翌1738年には続編『マージェリー』を上演したが、こちらは成功しなかった。
1738年にランプはソプラノ歌手のイザベラ・ヤングと結婚した。夫人はトマス・アーン夫人でソプラノ歌手のセシリアの妹にあたる。
1740年にはパントマイム『オルフェウスとエウリディーチェ』を作曲し、ふたたび48回の上演を数える人気を得た。
ランプは晩年ジョン・ウェスレーとチャールズ・ウェスレーの兄弟とも親しくなり、メソジストになって、そのための信仰歌を作曲している。
1748-1749年ごろにダブリンの劇場に移り、1750年にはエディンバラのキャノンゲート劇場に移った。1751年にエディンバラで没し、キャノンゲート教会墓地に埋葬された。